# Santo Subito
Santo Subito - kantobiografie Jana Pavla II. je dvoudiskové album od Piotra Rubika. Bylo vydáno 2. října 2009 vydavatelstvím EMI Music Poland. Hudbu zkonponoval Piotr Rubik a o slova se postaral Jacek Cygan.
Vystupují v něm sólisté Anna Józefina Lubieniecka, Marta Moszczyńska, Zofia Nowakowska, Grzegorz Wilk, Michał Gasz a Michał Bogdanowicz. Od roku 2010 zastupuje Annu Józefinu Lubieneckou Ewa Prus. V roli vypravěče je Jakub Wieczorek. Účinkuje zde též Vratislavský akademický chór pod vedením Alana Urbanka a Polský rozhlasový orchestr. Autorem motivu na obalu CD je umělec Andrzej Pągowski.
Propagačními díly alba jsou „Nie wstydź się mówić, że kochasz” a „Miłość cierpliwa jest, lecz i niecierpliwa”.

## Vystoupení naživo
Předpremiéra se uskutečnila 4. května 2009 v bazilice sv. Vincenta à Paula v Bydhošti. Premiéra se pak odehrála o den později 5. května 2009 v kongresovém sále ve Varšavě.
27. května 2014 se konal koncert na náměstí ve Vratislavi na počest kanonizace Jana Pavla II.

## Prodej
Album Santo Subito dosáhlo koncem listopadu 2009 na 8. místo v prodeji v Polsku. Též zde získalo platinové ocenění.
| Stát   | Nejvyšší umístění | Ocenění        | Zájem   |
| ------ | ----------------- | -------------- | ------- |
| Polsko | 8.                | POL: platinové | 20 000+ |

## Seznam skladeb

### CD1
| Pořadí | Název                           | Autor       | Text        | Délka |
| ------ | ------------------------------- | ----------- | ----------- | ----- |
| 1.     | Uwertura                        | Piotr Rubik |             | 3:50  |
| 2.     | Modlitwa – Przygotowanie        | Piotr Rubik | Jacek Cygan | 1:40  |
| 3.     | Lolek                           | Piotr Rubik | Jacek Cygan | 2:25  |
| 4.     | Wadowice - Roma                 | Piotr Rubik | Jacek Cygan | 5:30  |
| 5.     | Teatr, teatr, teatr się otwiera | Piotr Rubik | Jacek Cygan | 3:30  |
| 6.     | Okna Krakowa                    | Piotr Rubik | Jacek Cygan | 4:30  |
| 7.     | Wojna – Msza na Wawelu          | Piotr Rubik | Jacek Cygan | 3:35  |
| 8.     | Tajemnica powołania             | Piotr Rubik | Jacek Cygan | 5:55  |
| 9.     | W Niegowici śniegu wici         | Piotr Rubik | Jacek Cygan | 4:15  |
| 10.    | Rodzinka wujka Karola           | Piotr Rubik | Jacek Cygan | 4:10  |
| 11.    | Jest witraż u Franciszkanów     | Piotr Rubik | Jacek Cygan | 3:36  |

### CD2
| Pořadí | Název                                      | Autor       | Text        | Délka |
| ------ | ------------------------------------------ | ----------- | ----------- | ----- |
| 1.     | Habemus Papam                              | Piotr Rubik | Jacek Cygan | 4:15  |
| 2.     | Le porte di Roma                           | Piotr Rubik | Jacek Cygan | 5:35  |
| 3.     | Papież – Pielgrzym                         | Piotr Rubik | Jacek Cygan | 3:54  |
| 4.     | Il canto dell colombo                      | Piotr Rubik | Jacek Cygan | 5:52  |
| 5.     | Nie wstydź się mówić, że kochasz           | Piotr Rubik | Jacek Cygan | 3:51  |
| 6.     | Tatry strome jak krzyż                     | Piotr Rubik | Jacek Cygan | 4:05  |
| 7.     | Miłość cierpliwa jest, lecz i niecierpliwa | Piotr Rubik | Jacek Cygan | 4:28  |
| 8.     | Ave Maria Jasnogórska                      | Piotr Rubik | Jacek Cygan | 4:55  |
| 9.     | Modlitwa – Spełnienie                      | Piotr Rubik | Jacek Cygan | 4:35  |
| 10.    | Santo                                      | Piotr Rubik | Jacek Cygan | 3:09  |
| 11.    | Łódź to barka, a barka to Łódź             | Piotr Rubik | Jacek Cygan | 3:57  |